# Complémentarité des habitats
 (décembre 2018).
Si vous disposez d'ouvrages ou d'articles de référence ou si vous connaissez des sites web de qualité traitant du thème abordé ici, merci de compléter l'article en donnant les références utiles à sa vérifiabilité et en les liant à la section « Notes et références ».
Pour l’article homonyme, voir Complémentarité.
La complémentarité des habitats est, en écologie, l'importance pour la prospérité d'une espèce de la répartition - successive ou concomitante - de ses individus entre des habitats ayant chacun des ressources propres, parfois très éloignés (Dunning, Danielson, & Pulliam, 1992).
Lorsqu’elles disposent d’un milieu naturel de grande superficie, ces espèces bénéficient de la diversité de sites nécessaire au maintien et au développement de leurs populations. Cependant, la fragmentation et la perte d’habitats peuvent être une menace pour la survie de ces espèces (Fahrig, 2017).
La complémentarité des habitats a été observée chez les oiseaux, la chauve souris, chez certains mammifères et chez les amphibiens. On l’observe également pour les ravageurs de cultures qui se nourrissent et se reproduisent dans les champs cultivés avant de passer l’hiver dans les sous-bois ou bandes enherbées. Les arthropodes migrent également de nombreuses fois pour trouver les ressources nécessaires au cours de leur cycle de vie. Par ailleurs, la migration des animaux (pollinisateurs ou oiseaux) est aussi utile à certaines espèces végétales pour leur permettre de se développer dans un habitat plus adapté, ou un autre type de couvert par exemple.

## Définition et origine

### L’échelle spatiale
Longtemps l’échelle locale a été considérée comme celle abritant les processus écologiques les plus importants.
On évalue souvent l'abondance et la diversité des espèces en fonction de la disponibilité en ressources, de la structure de la végétation et/ou de la taille de la parcelle d'habitat. Cependant, des processus écologiques identifiables à plus grande échelle sont également décisifs dans le maintien ou la croissance de certaines populations (Dunning et al. 1992).
Se baser sur une échelle trop petite est trompeur, car une espèce observée dans le milieu peut y survivre sans se reproduire (C'est souvent le cas pour les espèces à cycle de vie long, ou si l’habitat en question s’est dégradé au cours du temps et n’apporte plus les ressources nécessaires à la reproduction de l’espèce).
Une espèce peut aussi être présente dans une partie d'habitat apparemment adapté avec des ressources abondantes alors que son taux de mortalité est élevé.
La qualité de l’habitat dépend alors de l’échelle à laquelle on l’observe, et surtout de la distance à laquelle les ressources nécessaires sont disponibles.
Enfin, le choix d’un habitat par une espèces dépend de nombreux critères, très variables selon l'espèce et parfois selon l'âge de l'individu. La préférence pour un type d’habitat est complexe.
L’échelle comprise entre la niche écologique d’une espèce et celle de sa distribution régionale est le paysage. L'écologie du paysage utilise le terme « paysage » pour désigner, qualifier et étudier des ensembles de taches d’habitat. Elle a mis en évidence le rôle de ces taches d’habitat dans la dynamique des populations de presque toutes les espèces.

### Complémentarité du paysage
Un habitat correspond aux caractéristiques du milieu qui permettent à une espèce animale ou végétale de vivre et s’épanouir.
En écologie du paysage, l’habitat est défini comme le milieu qui apporte les ressources naturelles nécessaires pour la reproduction dans une population d’une espèce donnée. Mais les besoins vitaux de l’espèce évoluent et peuvent l’amener à se déplacer au cours de son cycle de vie. Par ailleurs un habitat n’est pas immuable et change au fil des saisons, du fait des changements climatiques ou de l’impact des activités humaines (déforestation, urbanisation…).
En effet, si on considère qu’un paysage contient plusieurs taches d’habitats avec différentes ressources, et qu’une espèce a besoin d’au moins deux ressources au cours de sa vie, cet organisme va devoir migrer entre les taches. Les ressources sont considérées comme non-substituables si elles sont requises (comme les sites de reproductions ou de repos en hiver, les sites de butinage…).
Une même espèce peut donc avoir recours à une diversité d’habitats au cours d’une année comme les oiseaux migrateurs, en fonction de leur cycle de reproduction comme les baleines, ou en fonction des ressources alimentaires disponibles comme le corbeau. Les territoires composés de plusieurs types d’habitats hébergent donc des espèces qui utilisent tous ces habitats, mais aussi celles qui ont besoin uniquement de chacun de ces habitats (Fahrig et al., 2011).

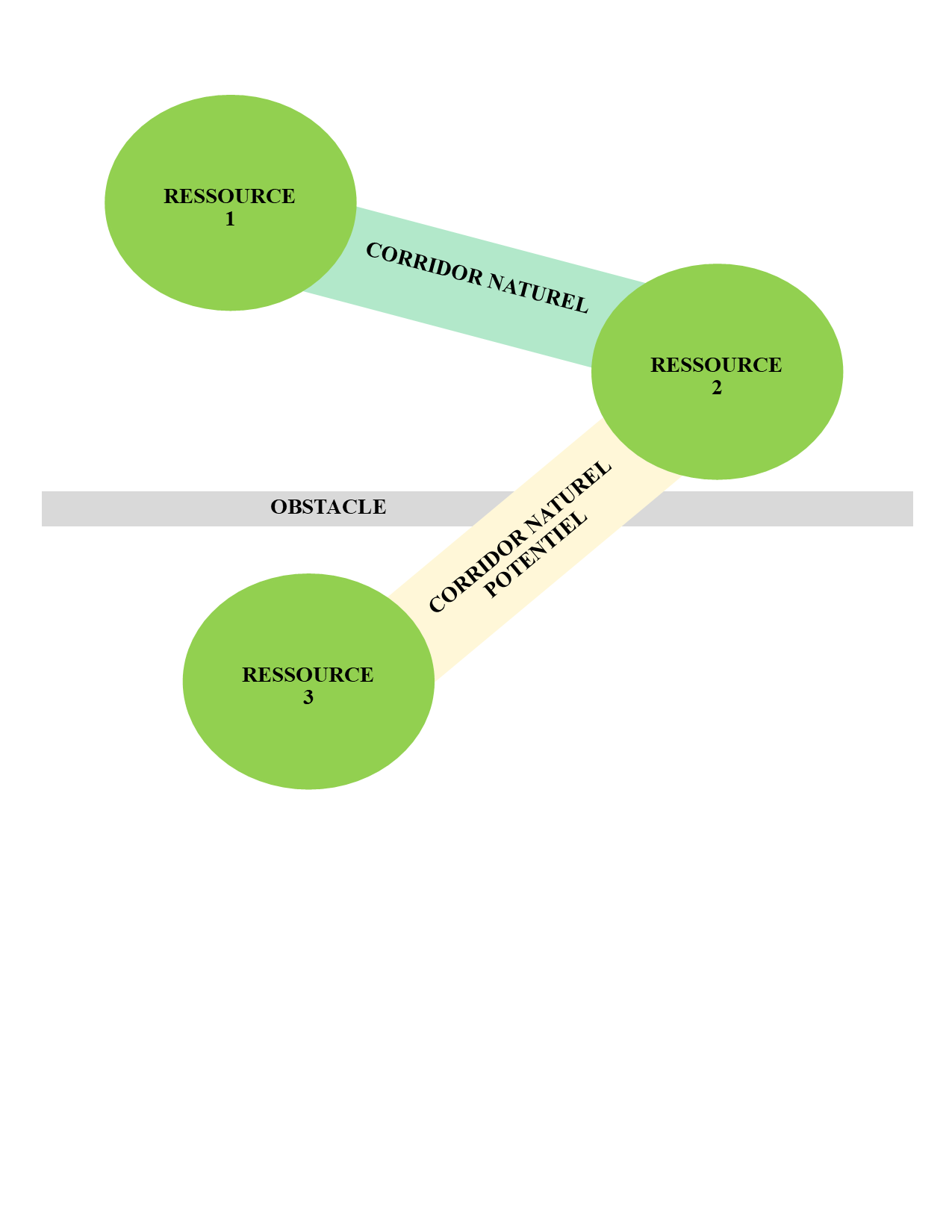
Les corridors permettent le déplacement des espèces entre les habitats qui contiennent les ressources nécessaires au déroulement de leur cycle de vie. La protection d'une espèce qui aura besoin des ressources 1, 2 et 3 par la création d'un second corridor naturel permettra également de protéger les espèces qui auront besoin d'au moins une de ces ressources.

## Rôle en conservation
La diversité des habitats est une caractéristique essentielle pour bon nombre d’espèces. Bien que l’abondance des populations dépendent de plusieurs facteurs, des habitats de bonnes qualités, la présence de plusieurs espèces et une connectivité entre les différents sites sont parmi les plus importants. C’est pourquoi la biologie de la conservation se penche sur ces aspects.

### Espèces parapluies
Les espèces parapluies sont particulièrement intéressantes en conservation. Elles ont besoin de conditions et de superficie d’habitats tels qu’ils englobent les habitats de nombreuses autres espèces. Leur protection entraîne donc la protection d’autres organismes qui peuvent être rares et menacées, et contribue à la diversité écologique des écosystèmes. La loutre, le tigre, le caribou et le panda géant sont des espèces parapluies.

### Prédisposition à l’extinction
Il est possible d’identifier la prédisposition à l’extinction de certaines espèces vulnérables : celles qui ont plus d’exigences en termes d’habitat ou de niche écologique, de régime alimentaire, qui nécessitent un vaste territoire et des déplacements importants. Les espèces les moins spécialisées et qui présentent une meilleure tolérance aux perturbations pourront s’adapter plus facilement lors de modification des habitats. En cas de dégradation de l’habitat, il est donc possible d’agir pour la protection des espèces les plus susceptibles de disparaître.

### Connectivité
Le paysage a été façonné par l’homme pour pouvoir répondre à ses besoins. Les habitats naturels ont donc été largement diminués et fragmentés avec la disparition de nombreux milieux naturels au profit des villes, la création des réseaux de transport et l’agriculture. Pour le maintien des échanges entre les différents milieux naturels restants, il est important que les espèces puissent circuler et aller d’une tache à une autre. Cette connexion entre les habitats est essentielle au maintien de la santé des écosystèmes, au bon déroulement des services écologiques et à la survie des espèces qui doivent migrer au cours de leur vie.
La connectivité peut être structurelle, lorsque les composantes naturelles sont reliées entre elles physiquement, ou fonctionnelle, lorsque le paysage permet la circulation d’une espèce en particulier ou le maintien d’un processus écologique.

## Menaces

### Lafragmentation des habitats
La fragmentation des habitats est une des causes majeures de perte de la biodiversité, puisqu'elle crée des taches (ou ¨patches¨ en anglais) qui correspondent à des éléments paysagers séparés par des barrières physiques (route, chemin de fer, mur, grillage) ou tout obstacle chimique (pesticides, matière polluante…). Ceci va donc créer le découpage d’un territoire comprenant plusieurs types d’habitats en plusieurs îlots isolés, avec une augmentation des zones de bordures. La survie d’une espèce qui nécessite la présence d’habitats complémentaires pour se nourrir, s’abriter ou se reproduire dépendra donc de sa capacité à se déplacer ou à s’adapter.

### Les processus exogènes
L’agriculture et l’urbanisation sont les principales causes de la perte et de la fragmentation des habitats, puisqu'elles modifient considérablement les paysages et dégradent progressivement les habitats. C’est ce qu’on appelle les processus exogènes. En effet, la taille des taches peut être amoindrie, l’accès aux ressources peuvent être davantage limitées par la création de barrières, et l’isolement peut nuire au déplacement entre les différents sites nécessaires et à la dispersion, mais aussi aux migrations saisonnières ou aux changements d’habitats liés au réchauffement climatique. Les conséquences sur les espèces peuvent être multiples : baisse de densité de la population, disparition progressive ou encore arrêt de la reproduction. Ces effets peuvent mettre du temps avant d’être observé et peuvent s’ajouter aux processus endogènes qui affectent les espèces (changement dans la biologie et le comportement d’une espèce, ou des relations entre les espèces). Mais il est possible d’agir sur ces processus pour en limiter les conséquences.

## Interventions

### Lescorridors naturels
Les barrages créés par l’homme vont isoler les populations. Or la connectivité est un enjeu pour la conservation des espèces en favorisant la circulation de la faune, la dissémination du pollen et des graines, mais aussi pour les échanges de gènes entre les différentes populations. Il faut donc favoriser la création d’un réseau de milieux naturels non morcelé. En pratique, ces structures écopaysagères permettent de maintenir le lien ou de le rétablir entre les populations, et de relier les espaces entre eux. Un corridor naturel est un milieu vivant constitué d’espèces et de caractéristiques géomorphologiques qui assurent la fonction de connexion biologique entre deux milieux naturels (Clergeau & Désiré, 1999). Ces lieux de passage ne doivent pas comporter d’obstacles ni de perturbations. Il peut s’agir de bandes boisées, de haies, de bandes enherbées, d’une rivière… Les corridors destinés à une espèce peuvent parfois être une barrière pour d’autres espèces.
La présence de corridors entre plusieurs taches d’habitats augmente la dispersion entre ces taches, ce qui accroisse la persistance d’une espèce qui ne pourrait aller d’une tache à une autre pour répondre à ses besoins. Mais la distance entre ces différentes taches a aussi une importance. Les individus pourraient utiliser les ressources plus efficacement, et seraient moins soumis à la prédation lorsque les deux habitats seraient rapprochés. La présence de plusieurs sites à faibles distances augmente la proportion des ressources disponibles et permet donc le soutien de populations plus importantes.
On peut ajouter que les corridors écologiques améliorent la qualité paysagère et permettent la pratique d’activités de pleine nature, contribuant ainsi à offrir une meilleure qualité de vie à l’homme.

### Les habitats de substitution
La concurrence pour les ressources et pour les terres a changé les paysages. Certains habitats ont été divisés, diminués ou totalement détruits. Tandis que d’autres sont construits de manière artificielle par l’Homme, soit pour éviter la perte nette d’habitats et de productivité à la suite d’un aménagement, soit pour une activité ou le bien-être humain.
Dans le premier cas il s’agit de trouver des solutions pour que l’espèce affecté par les installations humaines puisse conserver une qualité et une quantité suffisante d’habitats pour assurer le déroulement normal de ses activités biologiques. L’idée est donc de compenser les habitats perdus à cause de la modification du paysage, par la création d’habitats de remplacement en milieu naturel ou artificiel qui apporterait les mêmes ressources à l’espèce menacée. Pour ce faire il faut suivre une méthodologie scrupuleuse, tenir compte des répercussions potentielles du projet et mettre en place un suivi biologique.
Dans le second cas, les espèces vont utiliser des espaces aménagés pour une autre raison mais qui remplissent les critères pour le déroulement de tout ou d’une partie de leur cycle de vie. Il peut s’agir de parcs urbains, jardins ou des cimetières par exemple, qui présentent souvent une belle biodiversité, ou encore des stockages d’eau utilisés en agriculture comme les lavagnes dans le Larzac (Denoël & Lehmann, 2006).
Les habitats de substitutions sont souvent de meilleurs qualité que les habitats de repos habituellement utilisés par les espèces et peuvent même être plus adapté que leur habitat naturel pour certaines espèces (Martínez-Abraín & Galán, 2017). Les espèces les moins spécialisées et les plus opportunistes s’adaptent très bien dans ces habitats de remplacement, ce qui n’est pas toujours le cas pour les espèces très spécialisées qu’on retrouvera davantage dans leurs habitats naturels.

## Exemples

### Le sanglier sauvage de Camargue

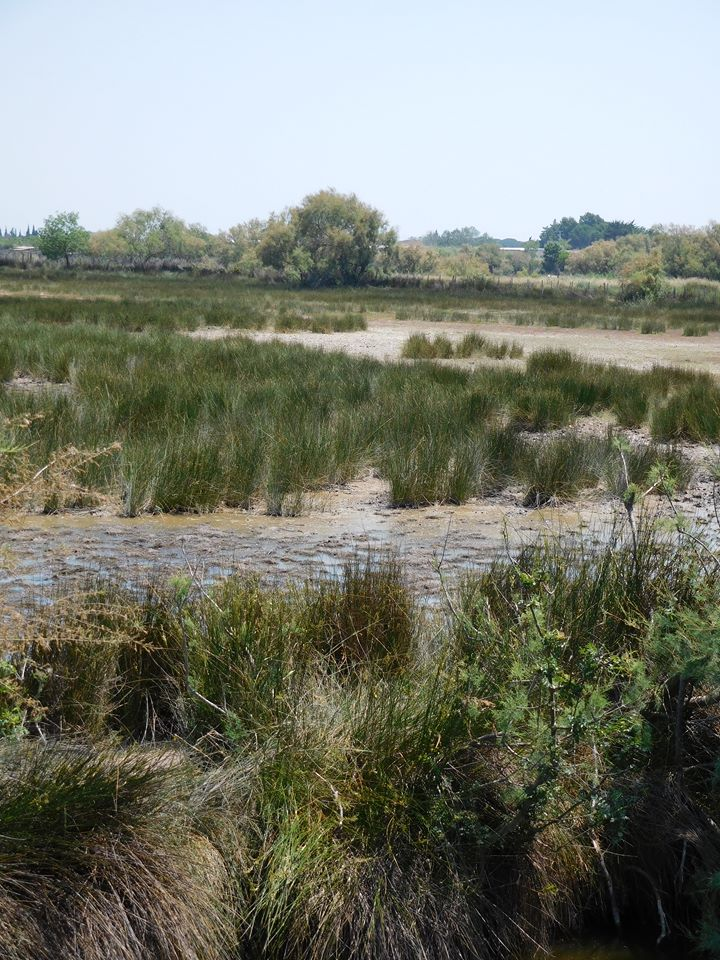
Les sangliers sauvages de Camargue trouvent leur nourriture dans les marais lorsque le niveau d'eau le permet.

Le sanglier sauvage de Camargue (Dardaillon, 1986)
Trois facteurs peuvent expliquer la variation de l’utilisation des habitats du sanglier sauvage en fonction de la saison : la disponibilité en nourriture, l’hydratation des sols et la présence d’éléments de protection.
Les espaces de repos des sangliers sont appelés des bauges, il s’agit de trous creusés dans le terre, parfois recouverts d’une litière, composé de la végétation environnante. En été, la majorité des bauges se situent sur sol nu tandis que par temps humide, ils sont le plus souvent tapissés de roseaux. Ces sites de repos se situent majoritairement dans des zones de végétation dense, près des marais ou des canaux. À la saison froide, ils sont plus souvent situés dans des lieux secs, dans les champs ou les bosquets.
Les nids sont construits au printemps dans des zones humides, sous les arbustes pour se protéger des prédateurs tout comme pour leurs sites de repos.
Le sanglier se nourrit principalement en retournant le sol pour y trouver des racines, petits fruits, champignons ou de petits animaux. En été et en hiver, il utilise les marais, les champs cultivés et les prairies pour trouver sa nourriture, tandis qu’au printemps et en automne il se nourrit majoritairement dans les marais, surtout lorsque le niveau d’eau baisse car la nourriture est plus facilement disponible.
Le sanglier utilise le tamaris et l’orme pour s’y frotter. Ils sont situés près des marais ou dans les prairies. Pour les trouver, il peut se déplacer sur plusieurs mètres voire kilomètres. Ils creusent également des souilles, qui sont des trous remplis de boue dans lesquels ils se roulent pour se débarrasser des parasites. On retrouve une fois de plus ces souilles dans des endroits humides, dans des zones inondés ou proche des canaux, des marais, ou le long des sentiers après la pluie. Ces lieux varient en fonction du niveau des marais et de la météo.
Le sanglier sauvage de Camargue utilise un panel d’habitats en fonction des saisons et de ses besoins. Il aura davantage tendance à chercher sa nourriture et à se réfugier dans les marais au printemps pour se reproduire et en été pour se protéger de la chaleur et des prédateurs, tandis qu’il se déplacera dans les cultures en automne et dans les prairies sèches en hiver. Des sangliers marqués ont d’ailleurs été retrouvés jusqu’à 68 km de leur lieu de marquage, ce qui indique bien le mouvement des populations.

### Le corbeau à Białowieża
Une population de corbeaux vit dans la forêt de Białowieża, en Pologne (Mueller, Selva, Pugacewicz, & Prins, 2009). C’est une des forêts les moins exploitée d’Europe, composée de zones ouvertes, de peuplements de conifères et de feuillus. Le couple de corbeau s’établit et garde le même territoire toute sa vie. Il a besoin d’une grande superficie, et son habitat va dépendre de la disponibilité en ressources alimentaires et de la présence ou non de sites de nidification. Les corbeaux se nourrissent de tout mais sont particulièrement attirés par les charognes. Les carcasses sont davantage retrouvées dans les peuplements de feuillus ou les zones dégagées que dans les peuplements de conifères.
Pour la nidification, les corbeaux ne sont pas difficiles et peuvent trouver refuge sur les falaises, diverses espèces d’arbres, des bâtiments, des poteaux ou pylônes électriques… Dans cette forêt, ils privilégient les grands pins, qui apportent une bonne visibilité sur leur territoire, restent peu accessibles à l’homme et ont moins de chance de tomber lors d’une tempête.
On sait que la proportion de naissance va nettement diminuer si la zone de nidification se trouve loin d’une zone de nourriture. La présence d’un peuplement de conifères diminue la capacité des corbeaux à se nourrir, tandis que les forêts à feuilles caduques l’augmentent. Le corbeau a donc besoin de ces deux types d’habitats.
Cette population de corbeau a tendance à diminuer du fait du remplacement des forêts de feuillus au profit de forêts de conifères à croissance rapide pour les activités forestières, et la réduction du nombre d’ongulés (cervidés, chevreuils), source de nourriture pour les corbeaux.
Le corbeau utilise plusieurs zones pour trouver les ressources nécessaires à son cycle de vie. Dans ce cas précis, ces espaces ne sont pas séparés par d’autres types d’habitats ou des barrières urbanisées, c’est une mosaïque continue.

### Le triton palmé dans le Larzac (Denoël & Lehmann, 2006)[4]
Les amphibiens ont un cycle de vie complexe au cours duquel ils utilisent deux habitats bien distincts. D’abord un habitat aquatique dans lequel ils se reproduisent, pondent et ou la progéniture grandit jusqu’à sa métamorphose. Puis terrestre, lorsque l’individu va vouloir se nourrir, hiberner et passer l’été. Ils apprécient particulièrement les zones de couverts forestier qui comportent de nombreuses possibilités de refuges. Enfin, ils vont trouver un nouveau site de reproduction qui sera généralement différent de celui dans lequel ils sont nés.
Les zones tampons terrestres proches des sites de reproduction sont donc très importantes pour le maintien de l’abondance des populations, comme pour le triton palmé observé dans le Larzac en France. Cependant, l’abondance des sites de reproductions et la distance qui les séparent jouent aussi un rôle, d’où l’importance de l’échelle spatiale. Un étang trop éloigné des autres peut produire de faible taux de progéniture et/ou de fonctions écologiques.
Les amphibiens sont souvent utilisés comme des bio-indicateurs de l’environnement car ils utilisent à la fois un habitat terrestre et un habitat aquatique, et ont donc de nombreuses interactions avec d’autres organismes dans ces deux milieux. Leur déclin affecte donc un grand nombre d’espèces et ils sont menacés par les perturbations qui affectent les sites qu’ils utilisent (espèces envahissantes, destruction des milieux humides, activités touristiques, agriculture…).